# Konståkning vid olympiska vinterspelen 1998
Resultaten från tävlingarna i konståkning vid olympiska vinterspelen 1998
| Gren      | Guld                                          | Silver                                            | Brons                                          |
| Herrar    | Ilja Kulik · Ryssland                         | Elvis Stojko · Kanada                             | Philippe Candeloro · Frankrike                 |
| Damer     | Tara Lipinski · USA                           | Michelle Kwan · USA                               | Chen Lu · Kina                                 |
| Paråkning | Oksana Kasakova · Artur Dimitrijev · Ryssland | Jelena Beresjnaja · Anton Sicharulidse · Ryssland | Mandy Wötzel · Ingo Steuer · Tyskland          |
| Isdans    | Oksana Grisjtjuk · Jevgenij Platov · Ryssland | Ansjelika Krylova · Oleg Ovsiannikov · Ryssland   | Marina Anissina · Gwendal Peizerat · Frankrike |